# Melicope
Melicope är ett släkte av vinruteväxter. Melicope ingår i familjen vinruteväxter.

## Dottertaxa tillMelicope, i alfabetisk ordning[1]
- Melicope aberrans
- Melicope accedens
- Melicope acuminata
- Melicope adscendens
- Melicope aequata
- Melicope affinis
- Melicope alba
- Melicope albiflora
- Melicope alpestris
- Melicope aneura
- Melicope anisata
- Melicope anomala
- Melicope bakeri
- Melicope balankazo
- Melicope balloui
- Melicope barbigera
- Melicope belahe
- Melicope benguetensis
- Melicope blancoi
- Melicope bonwickii
- Melicope borbonica
- Melicope boweriana
- Melicope bracteata
- Melicope brassii
- Melicope broadbentiana
- Melicope buennemeijeri
- Melicope burmahia
- Melicope burttiana
- Melicope buwaldae
- Melicope calycina
- Melicope capillacea
- Melicope carrii
- Melicope celebica
- Melicope chapelieri
- Melicope christophersenii
- Melicope chunii
- Melicope cinerea
- Melicope clemensiae
- Melicope clusiifolia
- Melicope confusa
- Melicope conjugata
- Melicope contermina
- Melicope coodeana
- Melicope corneri
- Melicope crassifolia
- Melicope crassiramis
- Melicope cravenii
- Melicope crispula
- Melicope cruciata
- Melicope cucullata
- Melicope decaryana
- Melicope degeneri
- Melicope denhamii
- Melicope dicksoniana
- Melicope discolor
- Melicope doormani-montis
- Melicope dubia
- Melicope durifolia
- Melicope elleryana
- Melicope elliptica
- Melicope eriophylla
- Melicope erromangensis
- Melicope euneura
- Melicope evansensis
- Melicope exuta
- Melicope fatraina
- Melicope fatuhivensis
- Melicope feddei
- Melicope fellii
- Melicope flaviflora
- Melicope floribunda
- Melicope forbesii
- Melicope fulva
- Melicope glabella
- Melicope glaberrima
- Melicope glabra
- Melicope glomerata
- Melicope goilalensis
- Melicope grisea
- Melicope haleakalae
- Melicope haupuensis
- Melicope hawaiensis
- Melicope hayesii
- Melicope hiepkoi
- Melicope hiiakae
- Melicope hivaoaensis
- Melicope homoeophylla
- Melicope hookeri
- Melicope hosakae
- Melicope idiocarpa
- Melicope improvisa
- Melicope incana
- Melicope indica
- Melicope inopinata
- Melicope irifica
- Melicope jonesii
- Melicope jugosa
- Melicope kaalaensis
- Melicope kainantuensis
- Melicope kavaiensis
- Melicope kjellbergii
- Melicope knudsenii
- Melicope kostermansii
- Melicope laevis
- Melicope lamii
- Melicope lasioneura
- Melicope latifolia
- Melicope lauterbachii
- Melicope laxa
- Melicope leptococca
- Melicope littoralis
- Melicope lobocarpa
- Melicope longior
- Melicope lucida
- Melicope lunu-ankenda
- Melicope lydgatei
- Melicope macgregorii
- Melicope macrocarpa
- Melicope macrophylla
- Melicope macropus
- Melicope madagascariensis
- Melicope magnifolia
- Melicope makahae
- Melicope maliliensis
- Melicope mantellii
- Melicope margaretae
- Melicope maxii
- Melicope megastigma
- Melicope micrococca
- Melicope mindorensis
- Melicope molokaiensis
- Melicope moluccana
- Melicope montana
- Melicope monticola
- Melicope mucronata
- Melicope mucronulata
- Melicope munroi
- Melicope nealae
- Melicope neglecta
- Melicope nishimurae
- Melicope novoguineensis
- Melicope nubicola
- Melicope nukuhivensis
- Melicope oahuensis
- Melicope oblanceolata
- Melicope obovata
- Melicope obscura
- Melicope obtusifolia
- Melicope orbicularis
- Melicope ovalis
- Melicope ovata
- Melicope pachyphylla
- Melicope pachypoda
- Melicope pahangensis
- Melicope palawensis
- Melicope pallida
- Melicope paniculata
- Melicope patulinervia
- Melicope pauciflora
- Melicope pedicellata
- Melicope peduncularis
- Melicope pendula
- Melicope peninsularis
- Melicope pergamentacea
- Melicope perlmanii
- Melicope perryae
- Melicope petiolaris
- Melicope phanerophlebia
- Melicope polyadenia
- Melicope polybotrya
- Melicope ponapensis
- Melicope pseudoanisata
- Melicope pteleifolia
- Melicope puberula
- Melicope pubifolia
- Melicope pulgarensis
- Melicope quadrangularis
- Melicope quadrilocularis
- Melicope radiata
- Melicope ramuliflora
- Melicope reflexa
- Melicope reticulata
- Melicope retusa
- Melicope revoluta
- Melicope rhytidocarpa
- Melicope richii
- Melicope ridsdalei
- Melicope rigoensis
- Melicope robbinsii
- Melicope robusta
- Melicope rotundifolia
- Melicope rubra
- Melicope saintjohnii
- Melicope sambiranensis
- Melicope sandwicensis
- Melicope savaiensis
- Melicope schraderi
- Melicope segregis
- Melicope semecarpifolia
- Melicope sessilifoliola
- Melicope sessilis
- Melicope simplex
- Melicope sororia
- Melicope steenisii
- Melicope stellulata
- Melicope sterrophylla
- Melicope suberosa
- Melicope subunifoliolata
- Melicope sudestica
- Melicope sulcata
- Melicope tahitensis
- Melicope taveuniensis
- Melicope tekaoensis
- Melicope ternata
- Melicope timorensis
- Melicope trachycarpa
- Melicope trichantha
- Melicope trichopetala
- Melicope triphylla
- Melicope tsaratananensis
- Melicope waialealae
- Melicope wailauensis
- Melicope vatiana
- Melicope wawraeana
- Melicope versteeghii
- Melicope vieillardii
- Melicope villosa
- Melicope vinkii
- Melicope viticina
- Melicope vitiflora
- Melicope woitapensis
- Melicope volcanica
- Melicope xanthoxyloides
- Melicope zahlbruckneri
- Melicope zambalensis